# Os pour os
 (octobre 2024).
Os pour os (A Bone for a Bone) est un cartoon, réalisé par Friz Freleng et sorti en 1951, qui met en scène  les Goofy Gophers.